# Iso Salmijärvi
Iso Salmijärvi är en sjö i Gällivare kommun i Lappland och ingår i Kalixälvens huvudavrinningsområde. Sjön har en area på 0,323 kvadratkilometer och ligger 476 meter över havet. Iso Salmijärvi ligger i Kaitum fjällurskog Natura 2000-område. Sjön avvattnas av vattendraget Salmijoki.

## Delavrinningsområde
Iso Salmijärvi ingår i det delavrinningsområde (750455-169443) som SMHI kallar för Inloppet i Saivo. Medelhöjden är 495 meter över havet och ytan är 17,09 kvadratkilometer. Det finns inga avrinningsområden uppströms utan avrinningsområdet är högsta punkten. Salmijoki som avvattnar avrinningsområdet har biflödesordning 4, vilket innebär att vattnet flödar genom totalt 4 vattendrag innan det når havet efter 349 kilometer. Avrinningsområdet består mestadels av skog (72 procent) och sankmarker (23 procent). Avrinningsområdet har 0,55 kvadratkilometer vattenytor vilket ger det en sjöprocent på 3,2 procent.